# Guraniopsis
Guraniopsis é um género botânico pertencente à família Cucurbitaceae.